# The Players Championship
The Players Championship is een golftoernooi in de Verenigde Staten, dat deel uitmaakt van de Amerikaanse PGA Tour. 
De eerste jaren werd het toernooi op wisselende banen gespeeld. De eerste editie was in Georgia, daarna in Texas en Florida en ten slotte verhuisde het permanent naar de Sawgrass Country Club. Eerst werd het daar op de Oost- en Westbaan gespeeld, naast de oceaan, sinds 1982 op de Stadiumbaan (TPC at Sawgrass) die meer landinwaarts ligt.
The Players Championship heeft de grootste prijzenpot van alle golftoernooien, en daarom wordt het weleens de vijfde Major genoemd. Het grote verschil met de echte Majors is, dat dit toernooi niet meetelt voor de Europese Tour. In 2014 was het prijzengeld $10.000.000.
Op de Champions Tour wordt sinds 1983 het Senior Players Championship gespeeld.

## Golfbanen
| Jaren     | Golfbaan               | Stad                       |
| --------- | ---------------------- | -------------------------- |
| 1974      | Atlanta Country Club   | Marietta, Georgia          |
| 1975      | Colonial Country Club  | Fort Worth, Texas          |
| 1976      | Inverrary Country Club | Lauderhill, Florida        |
| 1977-1981 | Sawgrass Country Club  | Ponte Vedra Beach, Florida |
| 1982-     | TPC Sawgrass           | Ponte Vedra Beach, Florida |

## Winnaars
| Jaar                            | Winnaar                         | Score                           | Score                           | Info                                                |
| Tournament Players Championship | Tournament Players Championship | Tournament Players Championship | Tournament Players Championship | Tournament Players Championship                     |
| ------------------------------- | ------------------------------- | ------------------------------- | ------------------------------- | --------------------------------------------------- |
| 1974                            | Jack Nicklaus                   | 272                             | –16                             |                                                     |
| 1975                            | Al Geiberger                    | 270                             | –10                             |                                                     |
| 1976                            | Jack Nicklaus                   | 269                             | –19                             |                                                     |
| 1977                            | Mark Hayes                      | 289                             | +1                              |                                                     |
| 1978                            | Jack Nicklaus                   | 289                             | +1                              |                                                     |
| 1979                            | Lanny Wadkins                   | 283                             | –5                              |                                                     |
| 1980                            | Lee Trevino                     | 278                             | –10                             |                                                     |
| 1981                            | Raymond Floyd po                | 285                             | –3                              | Won de play-off van Barry Jaeckel en Curtis Strange |
| 1982                            | Jerry Pate                      | 280                             | –8                              |                                                     |
| 1983                            | Hal Sutton                      | 283                             | –5                              |                                                     |
| 1984                            | Fred Couples                    | 277                             | –11                             |                                                     |
| 1985                            | Calvin Peete                    | 274                             | –14                             |                                                     |
| 1986                            | John Mahaffey                   | 275                             | –13                             |                                                     |
| 1987                            | Sandy Lyle po                   | 274                             | –14                             | Won de play-off van Jeff Sluman                     |
| The Players Championship        |                                 |                                 |                                 |                                                     |
| 1988                            | Mark McCumber                   | 273                             | –15                             |                                                     |
| 1989                            | Tom Kite                        | 279                             | –9                              |                                                     |
| 1990                            | Jodie Mudd                      | 278                             | –10                             |                                                     |
| 1991                            | Steve Elkington                 | 276                             | –12                             |                                                     |
| 1992                            | Davis Love III                  | 273                             | –15                             |                                                     |
| 1993                            | / Nick Price                    | 270                             | –18                             |                                                     |
| 1994                            | Greg Norman                     | 264                             | –24                             |                                                     |
| 1995                            | Lee Janzen                      | 283                             | –5                              |                                                     |
| 1996                            | Fred Couples                    | 270                             | –18                             |                                                     |
| 1997                            | Steve Elkington                 | 272                             | –16                             |                                                     |
| 1998                            | Justin Leonard                  | 278                             | –10                             |                                                     |
| 1999                            | David Duval                     | 285                             | –3                              |                                                     |
| 2000                            | Hal Sutton                      | 278                             | –10                             |                                                     |
| 2001                            | Tiger Woods                     | 274                             | –14                             |                                                     |
| 2002                            | Craig Perks                     | 280                             | –8                              |                                                     |
| 2003                            | Davis Love III                  | 271                             | –17                             |                                                     |
| 2004                            | Adam Scott                      | 276                             | –12                             |                                                     |
| 2005                            | Fred Funk                       | 279                             | –9                              |                                                     |
| 2006                            | Stephen Ames                    | 274                             | –14                             |                                                     |
| 2007                            | Phil Mickelson                  | 277                             | –11                             |                                                     |
| 2008                            | Sergio García po                | 283                             | –5                              | Won de play-off van Paul Goydos                     |
| 2009                            | Henrik Stenson                  | 276                             | –12                             |                                                     |
| 2010                            | Tim Clark                       | 272                             | –16                             |                                                     |
| 2011                            | KJ Choi po                      | 275                             | –13                             | Won de play-off van David Toms                      |
| 2012                            | Matt Kuchar                     | 275                             | –13                             |                                                     |
| 2013                            | Tiger Woods                     | 275                             | –13                             |                                                     |
| 2014                            | Martin Kaymer                   | 275                             | –13                             |                                                     |
| 2015                            | Rickie Fowler po                | 276                             | –12                             | Won de play-off van Sergio García en Kevin Kisner.  |
| 2016                            | Jason Day                       | 273                             | -15                             |                                                     |

| Toernooirecord |  | po = winnaar na play-off |

## Meeste overwinningen
Golfers die meer dan twee keer het toernooi wonnen:
3 keer
- Jack Nicklaus: 1974, 1976, 1978

2 keer
- Fred Couples: 1984, 1996
- Steve Elkington: 1991, 1997
- Hal Sutton: 1983, 2000
- Davis Love III: 1992, 2003
- Tiger Woods: 2001, 2013

## Trivia
- Baanrecord: 63 slagen; Fred Couples (1992), Greg Norman (1994), Roberto Castro (2013) en Martin Kaymer (2014)